# Adolf Heilborn

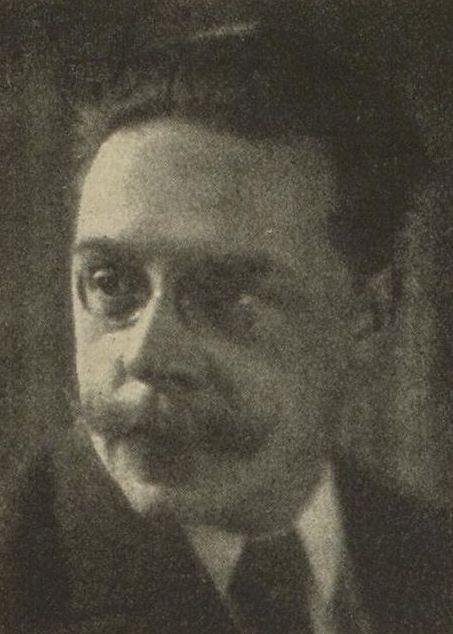
Adolf Heilborn, um 1927

Adolf Heilborn (* 11. Januar 1873 in Berlin; † 16. Oktober 1941 in Berlin) war ein deutscher Arzt, Schriftsteller und Übersetzer.

## Leben

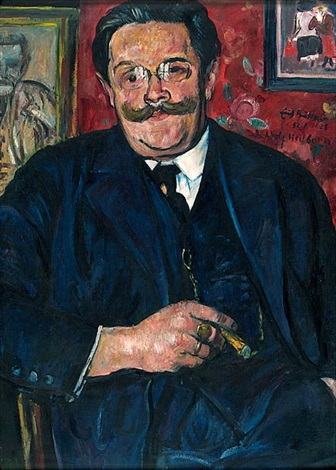
Adolf Heilborn, gemalt von Erich Büttner (1928)

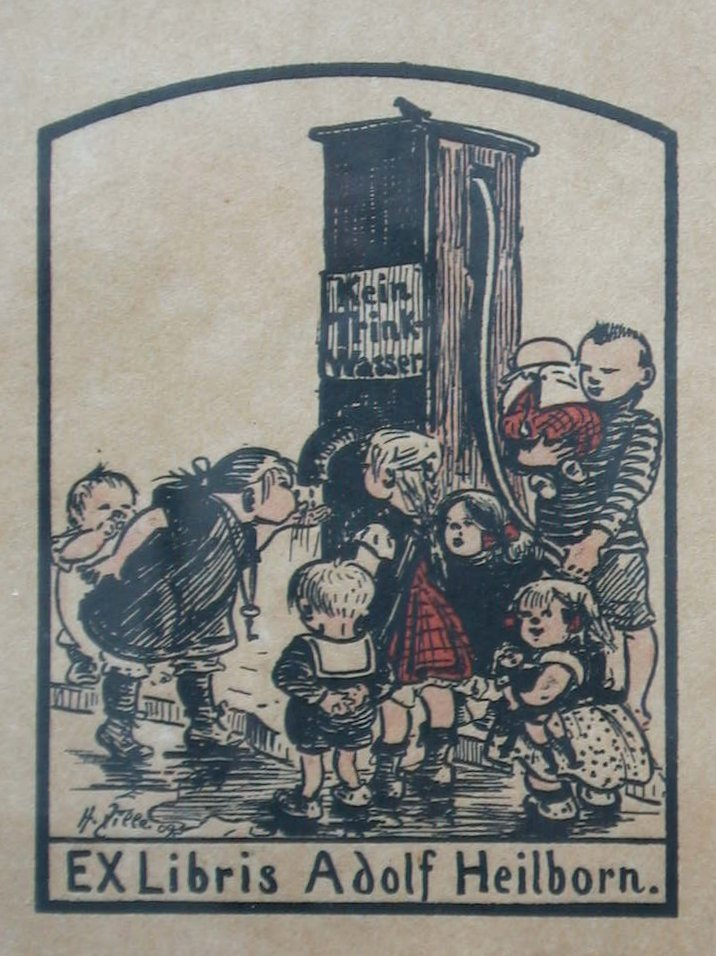
Exlibris Adolf Heilborn. Lithographie von Heinrich Zille

Adolf Heilborn wurde als Sohn des Kaufmanns Raphael Juda (Rudolph) Heilborn und seiner Ehefrau Clara Maria Luise, geborene Körbitz, in der Potsdamer Straße in Berlin geboren. Die Schwester von Adolf Heilborn war die seinerzeit bekannte Drehbuchautorin und Dramaturgin Luise Heilborn-Körbitz. Er besuchte das Köllnische Gymnasium in Berlin und studierte von 1893 bis 1897 Medizin und Naturwissenschaften und wurde 1898 zum Dr. med. promoviert. Schon als Gymnasiast veröffentlichte er Beiträge in der Vossischen Zeitung. Er ging als Schiffsarzt auf Weltreise und ließ sich danach als Arzt, Redakteur und Übersetzer in Berlin nieder und betrieb eine ausgedehnte Publikations- und Vortragstätigkeit und war Herausgeber und Redakteur der Zeitschrift Die Gegenwart. Am 9. Oktober 1917 heiratete er Margarete Auth, geborene Fiedler in Berlin. Er war Dozent bei der Urania und hatte einen Lehrauftrag bei der Deutschen Kolonialgesellschaft. Am Ersten Weltkrieg nahm er als Truppenarzt teil. Er übersetzte unter anderem Daudets Briefe aus meiner Mühle und Novellen und Dramen von Maupassant. Seine populärwissenschaftlichen Schriften zur Biologie, Anthropologie und zu kulturhistorischen Fragen wurden in mehrere Sprachen übersetzt. Für seinen Lehrer Ernst Haeckel und die monistische Weltanschauung setzte er sich mit Publikationen und Vorträgen ein. Dr. Adolf Heilborn war mit Käthe Kollwitz und Heinrich Zille befreundet; Heinrich Zille hat für seinen Freund ein Exlibris gestaltet. Seit 1933 galt sein besonderes Interesse der Tuberkuloseforschung. Gemäß Runderlass vom 26. November 1935 des Reichsministers des Innern galt Adolf Heilborn nach der nationalsozialistischen Terminologie als „Mischling ersten Grades“ (Personen mit zwei jüdischen Großelternteilen, auch „Halbjuden“ genannt). Ab 1935 waren den „jüdischen Mischlingen“ alle Berufe verschlossen, die eine Mitgliedschaft in der Reichskulturkammer voraussetzten. Kurt Pomplun schreibt in dem Vorwort zu der Neuauflage Reise nach Berlin, dass Adolf Heilborn ein Schreibverbot erhielt. In der Akte der Reichsschrifttumskammer ist Adolf Heilborn nicht aufgeführt.
Er starb am 15. Oktober 1941 im Sankt Gertrauden-Krankenhaus in Berlin-Wilmersdorf. Der Sterbeurkunde ist als Todesursache nicht zu entnehmen, dass er freiwillig aus dem Leben schied, als Todesursache sind Lungentumor und Kachexie angegeben. Im Gedenkbuch ist als Todesursache allerdings der Freitod angegeben. In der Deutschen Allgemeinen Zeitung erschien am 24. Oktober 1941 in der Nr. 509 ein Nachruf auf den „bekannten Berliner naturwissenschaftlichen Schriftsteller“ der „plötzlich gestorben“ sei. Seine letzte Ruhestätte fand Heilborn auf dem Wilmersdorfer Waldfriedhof Stahnsdorf, Feld H 2.

## Werke (in Auswahl)
- Allgemeine Völkerkunde in kurzgefaßter Darstellung. Hirt, Leipzig 1898.
- Die deutschen Kolonien (Land und Leute). Zehn Vorlesungen. Teubner, Leipzig 1906. Digitalisat
- Entwicklungsgeschichte des Menschen. 4 Vorlesungen. Teubner, Leipzig 1914.
- Die Leartragödie Ernst Haeckels. Auf Grund von unveröffentlichten Briefen und Aufzeichnungen Haeckels. Hoffmann & Campe, Hamburg/Berlin 1920.
- Der Werdegang der Menschheit und die Entstehung der Kultur. Bong, Berlin 1920.
- Die Reise nach Berlin. Mit Zeichnungen von Wilhelm Plünnecke.  Hrsg. von d. Berliner Morgenpost. Berlin: Ullsteinhaus 1921. Neuausgabe 1925 im Rembrandt-Verlag Berlin-Zehlendorf, mit Zeichnungen von Walter Wellenstein und vielen Fotos aus dem alten Berlin. Neuausgabe 1966, mit Einleitung und Ergänzungen von Kurt Pomplun. Neuausgabe 2013 im Verlag für Berlin-Brandenburg, vbb, 13189 Berlin ISBN 978-3-942476-87-4.
- Wilde Tiere, die unsere Jugend kennen sollte. Bong, Berlin 1921. 347 Seiten, 4 bunte Beilagen, 39 Textbilder. (Digitalisat)
- Die Reise durchs Zimmer. Ullstein, Berlin 1924
- Die Zeichner des Volks, Käthe Kollwitz, Heinrich Zille. Rembrandt-Verlag, Berlin-Zehlendorf 1924
- Weib und Mann. Eine Studie zur Natur- und Kulturgeschichte des Weibes. Ullstein, Berlin 1924. Digitalisat
- Darwin. Sein Leben und seine Lehre. Ullstein, Berlin 1927. Digitalisat
- Fleischfressende Pflanzen. Brehm, Berlin 1930.
- Der Frosch. Brehm, Berlin 1930.
- Werden und Vergehen. Eine Naturgeschichte des Lebens. Neufeld & Henius, Berlin 1931.
- Käthe Kollwitz. Rembrandt-Verlag, Berlin 1931 (5.–8. Tsd.), 1940 (9.–10. Tsd.)
- Was Wald und Flur erzählen. Herbig, Berlin 1948.
- Der Stichling. Geest & Portig, Leipzig 1949.
- Liebesspiele der Tiere. Geest & Portig, Leipzig 1952.
- Unter den Wilden. Good Press 2020. (Digitalisat)